# Augen in der Dunkelheit
Augen in der Dunkelheit (Originaltitel: Night Terrors) ist die 17. Folge der vierten Staffel der US-amerikanischen Science-Fiction-Fernsehserie Raumschiff Enterprise – Das nächste Jahrhundert. Sie wurde in den Vereinigten Staaten über Syndication vermarktet und erstmals am 18. März 1991 auf verschiedenen Fernsehsendern ausgestrahlt. In Deutschland war sie zum ersten Mal am 11. März 1994 in einer synchronisierten Fassung auf Sat.1 zu sehen.

## Handlung
Im Jahr 2367 bei Sternzeit 44631.2 sucht die Enterprise nach dem vermissten Raumschiff USS Brattain. Als das Schiff schließlich gefunden wird, beamt ein Außenteam an Bord. Die halb-betazoidische Schiffsberaterin Deanna Troi besteht darauf, mitzukommen, da sie von der Brattain etwas Seltsames verspürt. An Bord wird fast die gesamte Mannschaft tot aufgefunden und eine Auswertung der Logbücher ergibt, dass sich offenbar alle in einem unerklärlichen Ausbruch von Paranoia gegenseitig umgebracht haben. Der einzige Überlebende ist ein Betazoid namens Angus Hagan, der sich in einem katatonischen Zustand befindet und lediglich in der Lage ist, Troi auf telepathische Weise mitzuteilen, dass er Stimmen hört, die von „da draußen“ kommen. Etwas später hat Troi dann einen ungewöhnlich intensiven Traum, in dem sie fliegt und immer wieder die Worte „Augen in der Dunkelheit“ und „Ein Mond kreist“ hört.
Neben dem Verhalten der Besatzung stellt auch der funktionsunfähige Antrieb der Brattain ein Rätsel dar, für das Chefingenieur La Forge keine Erklärung findet. Captain Picard beschließt, die Brattain mit einem Traktorstrahl zur nächsten Sternenbasis zu schleppen, doch auch der Antrieb der Enterprise versagt aus unbekannten Gründen. Währenddessen beginnt auch hier die Besatzung, sich merkwürdig zu verhalten. Mehrere Mannschaftsmitglieder haben Halluzinationen, der frisch verheiratete Transporterchief Miles O’Brien entwickelt eine ungewöhnlich starke Eifersucht und sein Kollege Gillespie macht Andeutungen über seltsame Vorkommnisse auf dem Schiff.
Nach zehn Tagen findet der zweite Offizier, der Android Data, schließlich heraus, dass die Enterprise und die Brattain in einer Raumzeit-Anomalie gefangen sind, die „Tykenspalt“ genannt wird. Der Name geht auf einen Frachterkapitän zurück, der dieses Phänomen erstmals beschrieb. Ihm gelang die Flucht, indem er mit zwei Komponenten seiner Fracht eine starke Explosion verursachte. Unglücklicherweise kann die Enterprise nicht die nötige Energie aufbringen, um die damaligen Verhältnisse nachzustellen. Data und La Forge entwickeln allerdings einen Plan, um mit dem modifizierten Deflektor der Enterprise einen gebündelten Energiestrahl abzufeuern, wodurch ebenfalls eine Flucht aus dem Spalt möglich sein könnte. Picard stimmt zu und da sich Zerstreutheit, Halluzinationen und Paranoia unter der Besatzung immer weiter verbreiten, ordnet er zugleich an, dass Data das Kommando übernehmen soll, sobald er selbst dienstunfähig werden sollte.
Schiffsärztin Beverly Crusher hat unterdessen die Gehirne der Besatzungsmitglieder der Brattain untersucht und stellt fest, dass irgendetwas über viele Tage hinweg ihre REM-Schlaf-Phasen unterdrückt hat, sodass sie nicht mehr in der Lage waren zu träumen. Das erklärt die Verhaltensänderungen, die jetzt auch auf der Enterprise zu beobachten sind. Die einzige Ausnahme bildet Troi, die immer wieder von Augen in der Dunkelheit und dem kreisenden Mond träumt.
Data und La Forge haben ihre Modifikationen am Deflektor abgeschlossen, doch der Energiestrahl erweist sich letztlich als wirkungslos. Dafür kann Troi eine neue Möglichkeit anbieten, denn nach einem weiteren telepathischen Kontakt mit Hagan wird ihr klar, dass in dem Spalt noch weitere Lebewesen gefangen sind, die versuchen, auf telepathische Weise Kontakt aufzunehmen. Unbeabsichtigt unterdrücken sie dabei den REM-Schlaf der Mannschaft. Mit Hilfe von Data gelingt es Troi, ihren wiederkehrenden Traum zu deuten: Der Satz „Ein Mond kreist“ bezieht sich auf das Element Wasserstoff, das aus einem Proton besteht, um das ein einzelnes Elektron kreist. Die fremden Wesen benötigen offenbar Wasserstoff, den sie mit einem anderen Stoff zur Explosion bringen wollen. Troi übermittelt eine telepathische Botschaft, um den Wesen mitzuteilen, dass sie ihren Stoff jetzt freisetzen sollten. Zugleich lässt Data Wasserstoff ab. Die Situation spitzt sich zu, als Picard dienstuntauglich wird und Gillespie zugleich einen Aufstand anzetteln will. Die fremden Wesen haben Trois Botschaft jedoch verstanden und es kommt schließlich zu einer Explosion, die sowohl ihnen als auch der Enterprise die Flucht aus dem Tykenspalt ermöglicht. Data setzt umgehend Kurs auf die nächste Sternenbasis und da nun keine Gefahr mehr droht, befiehlt er als diensthabender Captain der gesamten Mannschaft, umgehend zu Bett zu gehen.

## Verbindungen zu anderen Star-Trek-Produktionen
Der Tykenspalt wird in Folge 1.07 (Nepenthe) von Star Trek: Picard aus dem Jahr 2020 noch einmal erwähnt.

## Produktion

### Darsteller
John Vickery hat hier als Angus Hagan seinen ersten Auftritt im Star-Trek-Franchise. Er spielte später noch den Cardassianer Gul Rusot in drei Folgen von Star Trek: Deep Space Nine und den Klingonen Orak in Folge 2.19 (Das Urteil) von Star Trek: Enterprise.
Brian Tochi, Darsteller von Fähnrich Lin, hatte bereits im Kindesalter Ray Tsing Tao in der Folge Kurs auf Marcus 12 der Originalserie Raumschiff Enterprise gespielt.

### Modelle
Für die USS Brattain wurde das modifizierte Modell der USS Reliant aus dem Spielfilm Star Trek II: Der Zorn des Khan wiederverwendet. Der Schiffsname ist auf dem Modell irrtümlich mit USS Brittain angegeben; laut dem Drehbuch und mehreren in der Folge zu sehenden Bildschirmtexten ist der korrekte Name allerdings USS Brattain.

## Rezeption
Keith DeCandido bewertete Augen in der Dunkelheit 2012 auf tor.com als eine eher schlechte Folge von Raumschiff Enterprise – Das nächste Jahrhundert. Seine Kritik beginnt bereits bei der Grundprämisse: Um die Auswirkungen des fehlenden REM-Schlafs glaubwürdig darzustellen, muss die Enterprise mehrere Tage im Tykenspalt gefangen sein. Gleichzeitig braucht die Besatzung aber auch mehrere Tage, um überhaupt ihre Situation richtig zu analysieren. Die Verhaltensänderung, die die Besatzung der Brattain dazu gebracht hat, sich gegenseitig umzubringen, wurde nur halbherzig auf die Besatzung der Enterprise übertragen und äußert sich lediglich in Miles O’Briens Eifersucht und Gillespies Paranoia, während die anderen Besatzungsmitglieder hauptsächlich benebelt wirken. Am Ende der Folge bleiben viele Handlungselemente unaufgelöst: Die Brattain wird von der Enterprise anscheinend einfach zurückgelassen, es findet kein Kommunikationsversuch mit den Außerirdischen statt und es wird nicht aufgeklärt, ob auch Angus Hagan wieder gesundet ist.
Die Website Heroes & Icons führte Augen in der Dunkelheit 2017 als eine der gruseligsten Episoden von Star Trek.
Guy Desmarais führte Augen in der Dunkelheit 2018 auf thegamer.com in einer Liste der 25 gruseligsten Star-Trek-Folgen auf Platz 7.
Joseph Walter führte Augen in der Dunkelheit 2019 in einer Liste der 10 schlechtesten Folgen von Raumschiff Enterprise – Das nächste Jahrhundert auf Platz 5.
Juliette Harrisson führte Augen in der Dunkelheit 2020 auf der Website Den of Geek in einer Liste der gruseligsten Star-Trek-Episoden auf Platz 22.
Derek Draven führte Augen in der Dunkelheit 2020 auf screenrant.com in einer Liste der 10 furchteinflößendsten Folgen von Raumschiff Enterprise – Das nächste Jahrhundert auf Platz 1.
Jake Dee führte Augen in der Dunkelheit 2021 auf screenrant.com in einer Liste der gruseligsten Star-Trek-Episoden auf Platz 4.